# Carl-Erik Holmberg
Carl-Erik Holmberg (Gotemburgo, 17 de julio de 1906 - ibídem, 5 de junio de 1991) fue un futbolista sueco que jugaba en la demarcación de delantero.

## Biografía
En 1924, con 18 años, debutó como futbolista con el Örgryte IS. Sólo dos años después de su debut, ayudó al equipo a ganar la Allsvenskan tras ser el máximo goleador de la Allsvenskan con 29 tantos. Dos años después volvió a hacerse con el título de liga y con el título de máximo goleador, esta vez con 27 goles. En 1932 volvió a ser el máximo goleador, aunque esta vez no ayudó al equipo a ganar la liga, puesto que el AIK Estocolmo ganó ese año el título con dos puntos de diferencia. Finalmente en 1939 se retiró como futbolista.
Falleció el 5 de junio de 1991 en Gotemburgo a los 84 años de edad.

## Selección nacional
Jugó un total de 14 partidos con la selección de fútbol de Suecia. Hizo su debut el  13 de junio de 1926 contra Checoslovaquia en un partido amistoso. Además llegó a ejercer una vez de capitán, el  28 de septiembre de 1930 contra Polonia. Jugó su último partido el 1 de julio de 1932 contra Noruega en un partido del campeonato nórdico de fútbol. Fue convocado por József Nagy para disputar la Copa Mundial de Fútbol de 1934, aunque no disputó ningún encuentro.

### Participaciones en Copas del Mundo
| Mundial                        | Sede   | Resultado        | Partidos | Goles |
| ------------------------------ | ------ | ---------------- | -------- | ----- |
| Copa Mundial de Fútbol de 1934 | Italia | Cuartos de final | 0        | 0     |

## Clubes
| Club       | País   | Año         | Partidos | Goles |
| ---------- | ------ | ----------- | -------- | ----- |
| Örgryte IS | Suecia | 1924 - 1939 | 260      | 194   |

## Palmarés

### Campeonatos nacionales
| Título      | Club       | País   | Año  |
| ----------- | ---------- | ------ | ---- |
| Allsvenskan | Örgryte IS | Suecia | 1926 |
| Allsvenskan | Örgryte IS | Suecia | 1928 |

### Distinciones individuales
| Título                            | Club       | País   | Año  |
| --------------------------------- | ---------- | ------ | ---- |
| Máximo goleador de la Allsvenskan | Örgryte IS | Suecia | 1926 |
| Máximo goleador de la Allsvenskan | Örgryte IS | Suecia | 1928 |
| Máximo goleador de la Allsvenskan | Örgryte IS | Suecia | 1932 |